# 事業構想大学院大学
事業構想大学院大学（じぎょうこうそう だいがくいんだいがく、英語: The Graduate School of Project Design）は、東京都港区南青山3-13-16に本部を置く日本の私立大学。2012年創立、2012年大学設置。
理事長は株式会社宣伝会議代表取締役会長の東英弥。設置者は学校法人先端教育機構。初代学長野田一夫、2代学長清成忠男、現学長は田中里沙。

## 概要
2012年4月に文部科学省からの大学院設置基準に基づく認可を受けて創立された専門職大学院であり、東京都港区南青山にキャンパスがある。2018年4月に大阪校（大阪市堂島）、福岡校（福岡市天神）、2019年4月に名古屋校（名古屋市名駅）が開設された。
事業構想研究科が設置されている。既存のMBA（経営管理学修士）とは異なり、事業の根本のアイデアから考え構想を構築するところからを対象とし、クリエイティブを重視したMPD（事業構想修士（専門職））の修得を目指す専門教育と、月刊「事業構想」の発行を行なっている。専門職学位のほかに、附属の事業構想研究所で、12ヶ月間の「事業構想プロジェクト研究コース」を設けている。
2015年に、事業構想のフロントランナーにエールを送ることを目的として「ニッポン事業構想大賞」を設け、2017年に第3回目を迎えた。受賞者は月刊『事業構想』に掲載される。

## 沿革
- 2011年10月 文部科学大臣より認可を受け、学校法人東教育研究団を設立。
- 2012年4月 事業構想大学院大学開学。
- 2015年10月 学校法人東教育研究団は、文部科学大臣より認可を受け、学校法人日本教育研究団に名称変更。
- 2017年4月 グループ校として、東京・高田馬場に広報・情報の専門職大学院社会情報大学院大学（現・社会構想大学院大学）開学。
- 2017年12月 学校法人日本教育研究団は、文部科学大臣より認可を受け、学校法人先端教育機構に名称変更。
- 2018年4月 大阪校と福岡校を開校し、入学定員を70名とする。
- 2019年4月 名古屋校を開校し、入学定員を90名とする。
- 2022年4月 東日本高速道路株式会社（NEXCO東日本）との「人材育成と地域活性化に係る相互協力の基本協定」 に基づき仙台校を開設し、入学定員を120名とする。

歴代学長
- 初代 野田一夫
- 二代 清成忠男
- 三代 田中里沙

## 組織

### 研究科
- 事業構想研究科 事業構想専攻 事業構想コース
- 事業構想研究科 事業構想専攻 事業承継（次世代経営構想）コース

附属機関
　事業構想研究所
　　１年間で新規事業などの新事業構想を構築するプロジェクト研究などを実施している。
　出版部
　　月刊「事業構想」発刊

## 運営法人
- 事業構想大学院大学の運営は、学校法人先端教育機構が行っている。

- 法人概要
  - 所在地：〒107-8411 東京都港区南青山3-13-16

## 著名な教員
- 樫野孝人
- 田中里沙
- 東英弥
- 野田一夫
- 清成忠男
- 岩田修一
- 岸波宗洋
- 竹安聡
- 野口恭平
- 松本三和夫
- 一條和生
- 唐池恒二
- 井手隆司
- 中島好美
- 二之宮義泰
- 村山貞幸
- 松江英夫
- 仲畑貴志
- 松永エリック・匡史
- 田中洋
- 森雅志
- 渡邉信彦

## 主な修了生
- 古木克明（元プロ野球選手・元総合格闘家）※現役引退後の入学
- その他、企業の新規事業担当者、起業家、事業承継者、自治体等の地域活性化担当者が修了し活躍している。

## 関連組織
- 社会構想大学院大学